# 八代市立宮地小学校
八代市立宮地小学校（やつしろしりつ みやじしょうがっこう）は、熊本県八代市宮地町にある公立の小学校。

## 概要
歴史
1873年（明治6年）に創立。現校名になったのは1955年（昭和30年）。2023年（令和5年）に創立150周年を迎えた。
校訓
- 「み」- みんな　なかよく
- 「や」- やりとげよう　最後まで
- 「じ」- 自分からすすんでがんばる

校章
桜の花弁を背景にして、中央に校名の「宮地」の文字（縦書き）を配している。
校歌
創立80周年を記念して1953年（昭和28年）に制定。歌詞は3番まであり、各番の歌詞中に校名の「宮地校」が登場する。
通学区域
八代市のうち、「宮地町、西宮町、妙見町、古麓町、東町」。中学校区は八代市立第八中学校。

## 沿革
- 1873年（明治6年）8月 - 宮地村宗覚寺に学校を創設し、「習成堂」と称する。
- 1875年（明治8年）5月 - 宮地紙会所跡の家屋を校舎とし、「公立宮地小学校」に改称。
- 1878年（明治11年）8月 - 種山小学校から猫谷支校（分校）が移管される。
- 1885年（明治18年）9月 - 平屋建て校舎が完成。
- 1887年（明治20年）4月 - 小学校令施行により、尋常科（4年制）を設置の上、「尋常宮地小学校」に改称。
- 1889年（明治22年）4月1日 - 町村制施行により、八代郡3村（宮地・古麓・猫谷）が合併の上、「宮地村」が発足。
- 1892年（明治25年）4月 - 「宮地尋常小学校」に改称。
- 1894年（明治27年）5月 - 児童数の増加により、八代神社社務所を借用し、分教室とする。
- 1903年（明治36年）2月 - 新校舎が完成。
- 1905年（明治38年）4月 - 高等科（2年制）を併置の上、「宮地尋常高等小学校」と改称（尋常科4年・高等科2年）。
- 1908年（明治41年）4月 - 改正小学校令により、尋常科（義務教育年限）が4年制から6年制に改められる。このため、旧高等科1年を尋常科5年に、旧高等科2年を尋常科6年に改める。2年制の高等科が尋常科に改められたことにより、高等科が廃止され、「宮地尋常小学校」（尋常科6年）に改称。
- 1921年（大正10年）4月 - 高等科（2年制）を併置の上、「宮地尋常高等小学校」に改称（尋常科6年・高等科2年）。
- 1922年（大正11年）5月 - 宮地農業補習学校を併置。
- 1929年（昭和4年）5月 - 木造2階建て校舎を増築。
- 1941年（昭和16年）4月1日 - 国民学校令施行により、「宮地村宮地国民学校」と改称。尋常科を初等科に改める。
- 1947年（昭和22年）- 学制改革が行われる（六・三制の実施）。
  - 4月1日 - 国民学校初等科は、新制小学校「宮地村立宮地小学校」に改組・改称。
  - 5月8日 - 国民学校高等科は、青年学校普通科とともに、新制中学校「宮地村立宮地中学校」に改組・改称。
- 1950年（昭和25年）10月 - 学校給食（ミルク給食）を開始。
- 1953年（昭和28年）12月 - 創立80周年を記念して、校歌を制定。
- 1955年（昭和30年）4月1日 - 八代市への編入により、「八代市立宮地小学校」（現校名）と改称。
- 1957年（昭和32年）3月 - 新校舎（円形校舎1階）が完成。
- 1962年（昭和37年）11月 - プールが完成。
- 1972年（昭和47年）
  - 3月 - 体育館が完成。
  - 4月 - 特殊学級を設置。
- 1973年（昭和48年）8月 - 創立100周年記念式典を挙行。
- 1975年（昭和50年）7月 - 運動場に簡易照明灯を設置。
- 1978年（昭和53年）3月 - 新校舎が完成。
- 1979年（昭和54年）8月 - 円形校舎の全面改修が完了。
- 1981年（昭和56年）4月 - 特別教室棟が完成。
- 1990年（平成2年）8月 - 新プールが完成。
- 1994年（平成6年）3月 - 給食調理室を廃止。
- 1995年（平成7年）3月 - ランチルームが完成。
- 2001年（平成13年）3月 - 体育館を改修。
- 2004年（平成16年）6月 - 管理棟校舎が完成。
- 2010年（平成22年）11月 - 放課後宮地っ子教室を開級。
- 2013年（平成25年）4月1日 - 八代市立宮地東小学校を統合。
- 2014年（平成26年）7月 - 体育館の耐震工事が完了。

## 交通アクセス
最寄りの鉄道駅
- JR九州
  - 鹿児島本線 「八代駅」
  - 九州新幹線 ・鹿児島本線「新八代駅」

最寄りのバス停留所
- 九州産交バス 「宮地」停留所

最寄りの幹線道路
- 国道3号
- 九州縦貫自動車道 八代JCT

## 周辺
- 宮地コミュニティセンター（公民館）
- 八代宮地郵便局
- 八代神社
- 球磨川